# Stjær Kirke
Stjær Kirke, Framlev Herred, Århus Amt. Kor og kirkeskib er opført af granitkvadre i romansk stil. Tårnet er fra slutningen af middelalderen og er opført af både kvadre og munkesten. Et nyere våbenhus er nedrevet igen for at frilægge det flotte granitrelief omkring syddøren, der er et af den jyske granits hovedværker.